# Hitachi Sirio
Hitachi Sirio, Хітачі Сіріо (італійською Сіріус, котрий раніше називався АнсальдоБреда Сіріо) — низькопідлоговий трамвай, побудований компанією Хітачі Рейл Італія (Hitachi Rail Italy) (колишня назва — АнсальдоБреда), японсько-італійським виробником поїздів, трамваїв та легкорейкового транспорту. Трамвай можна замовляти одно- або двонапрямним, а також пристосованим для різних типів колії.

## Оператори

### Італія

#### Мілан

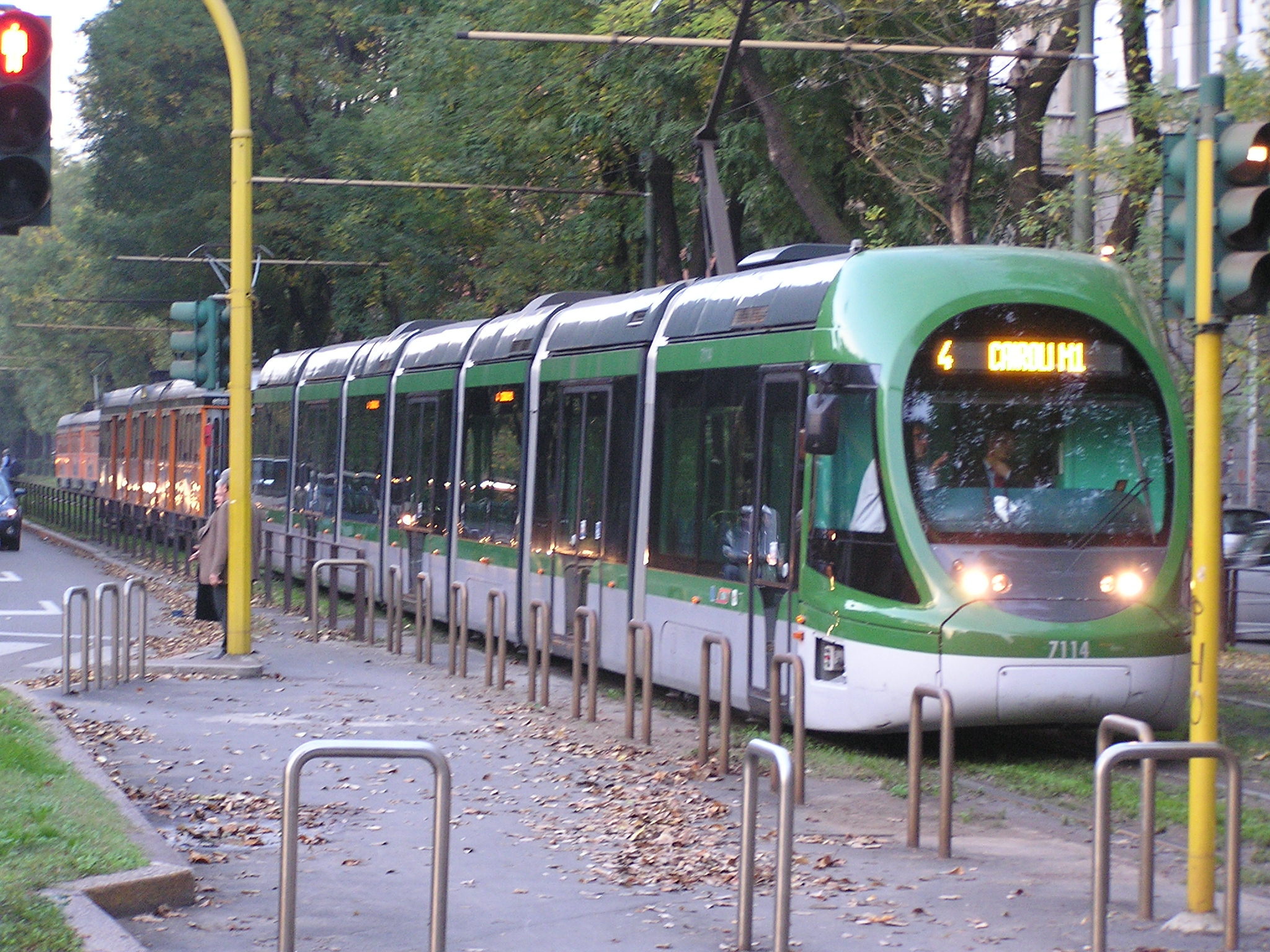
Сіріо перевізника АТМ в Мілані.

Адз'єнда Транспорті Міланезі (Azienda Trasporti Milanesi, ATM), транспортна компанія міста Мілан, закупила 93 трамваї Сіріо (всі однонапрямні). У 2002 році було поставлено перші вагони. АТМ має 58 семисекційних Сіріо (серія 7100) довжиною 35,35 метрів; трамваї розраховані на перевезення 285 пасажирів, з них 71 сидячи. АТМ також має 35 п'ятисекційних Сіріетто (буквально «маленьке Сіріо»: серія 7500) довжиною 25,15 метрів; такі трамваї мають місткість у 191 пасажир, з них 50 сидячих. Обидві моделі Сіріо мають ширину 2,4 метри та побудовані під настандартну ширину колії 1445 мм. Максимальна швидкість 70 км/год. Частина трамваїв серії 7500 позначаються як серія 7600 через незначні зміни.
Усі трамваї Сіріо у Мілані мають темнозелену ліврею; Сіріетто мають або темнозелену, або біло-жовту ліврею.

#### Бергамо
Легкорейкову систему «Бергамо–Альбіно» обслуговують 14 двонапрямних трамваїв.

#### Флоренція
Було поставлено 46 (17+22+7) двонапрямних трамваїв.

#### Неаполь
Поставлено 22 двонапрямних (з водійськими кабінами з обох кінців) трамваї.

#### Сассарі
4 двонапрямні трамваї для компанії Метросассарі. Ширина колії 950мм.

### Швеція

#### Гетеборг

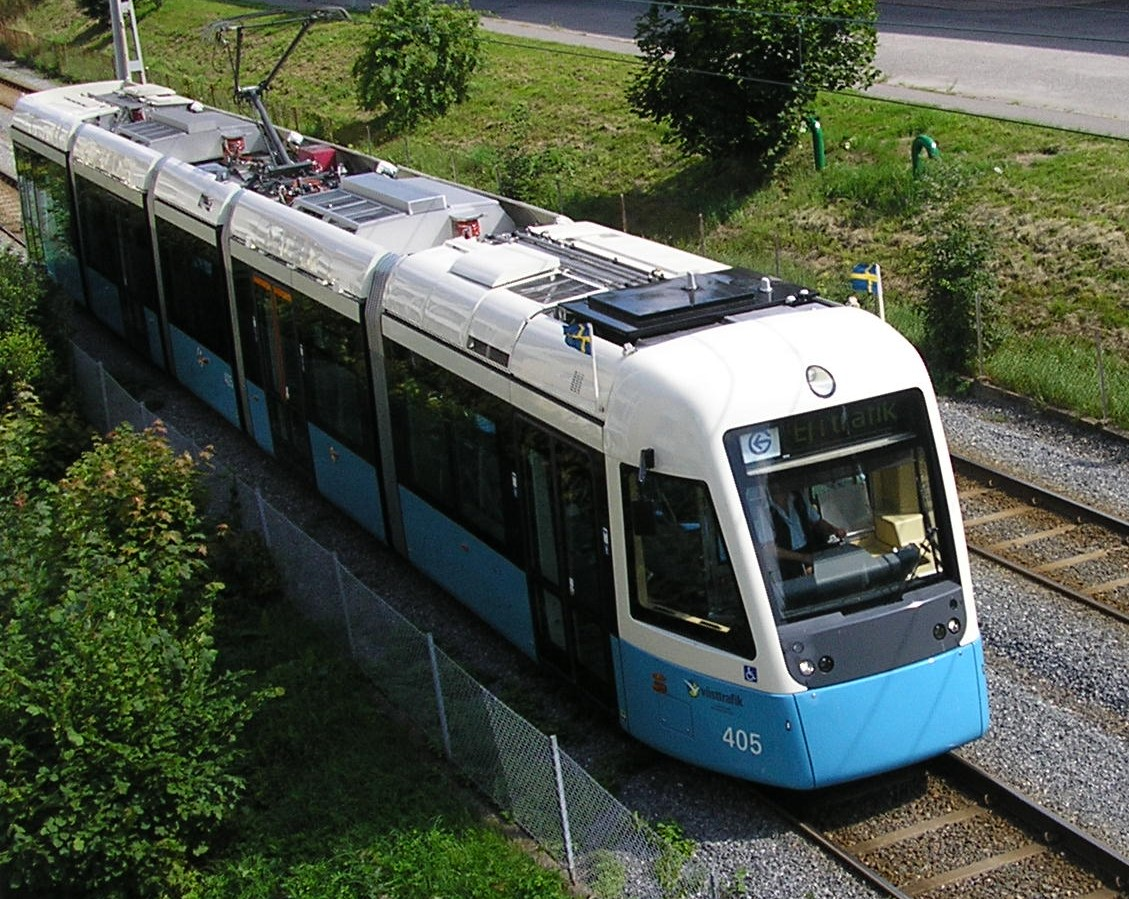
Випробування трамвая М32 у серпні 2006 року

Місто Гетеборг, Швеція, замовило 40 однонапрямних трамваїв Сіріо, які мали розпочати роботу в трамвайній мережі Гетеборга впродовж 2005 року і далі. Трамваї було поставлено із запізненням, а під час експлуатації виявилися недоліки. Серед відомих проблем були надмірне зношування колії, спричинене трамваями, неправильна робота кондиціонерів всередині трамвая, а також дискомфорт під час їзди. Через це місто Гетеборг утримало значну частку платежу за отримані трамваї до повного виправлення недоліків.
3 грудня 2009 року, міська влада вивчила можливість замовлення ще 25 трамваїв твєї ж моделі за суму 61 мільйон євро.
У лютому 2013 року 38 трамваїв з 40, що були поставлені першою партією, було виведено з експлуатації через суттєву корозію ходової частини. Заміна заіржавілої ходової частини та запліснявілої підлоги в пасажирському салоні мала закінчитися в 2017 році, що додатково коштує міській раді Гетебора 10 мільйорів євро за умовами переглянутої угоди, хоча АнсальдоБреда покриває значну частину витрат на цей ремонт.
Через подальші затримки ремонту корозії зі сторони АнсальдоБреди, а також через погану якість готових екземплярів, міська рада Гетеборга скасувала угоду на корозійний ремонт у листопаді 2015 року. Слідство, розпочате у зв'язку із цим випадком, виявило, що трамваї будувалися нашвидкоруч. Також виявилося, що погана якість трамваїв стала причиною значного пошкодження колії, що потребуватиме дорогого ремонту. Цей випадок остаточно поклав край співпраці Гетеборга з АнсальдоБредою.
У серпні 2017 року позасудовий арбітраж призначив муніципалітетові Гетеборга виплатити компенсацію на суму 12 мільйонів євро. Муніципалітет мусів відшкодувати Ансальдобреді шкоду за розривання контракту оскільки муніципалітет скасував угоду з причини пізнього постачання часто несправних трамваїв, разом з тим Ансальдобреда мусила виплатити компенсацію муніципалітетові за додаткові витрати та невідповідність трамваїв заявленим характеристикам.

### Греція

#### Афіни

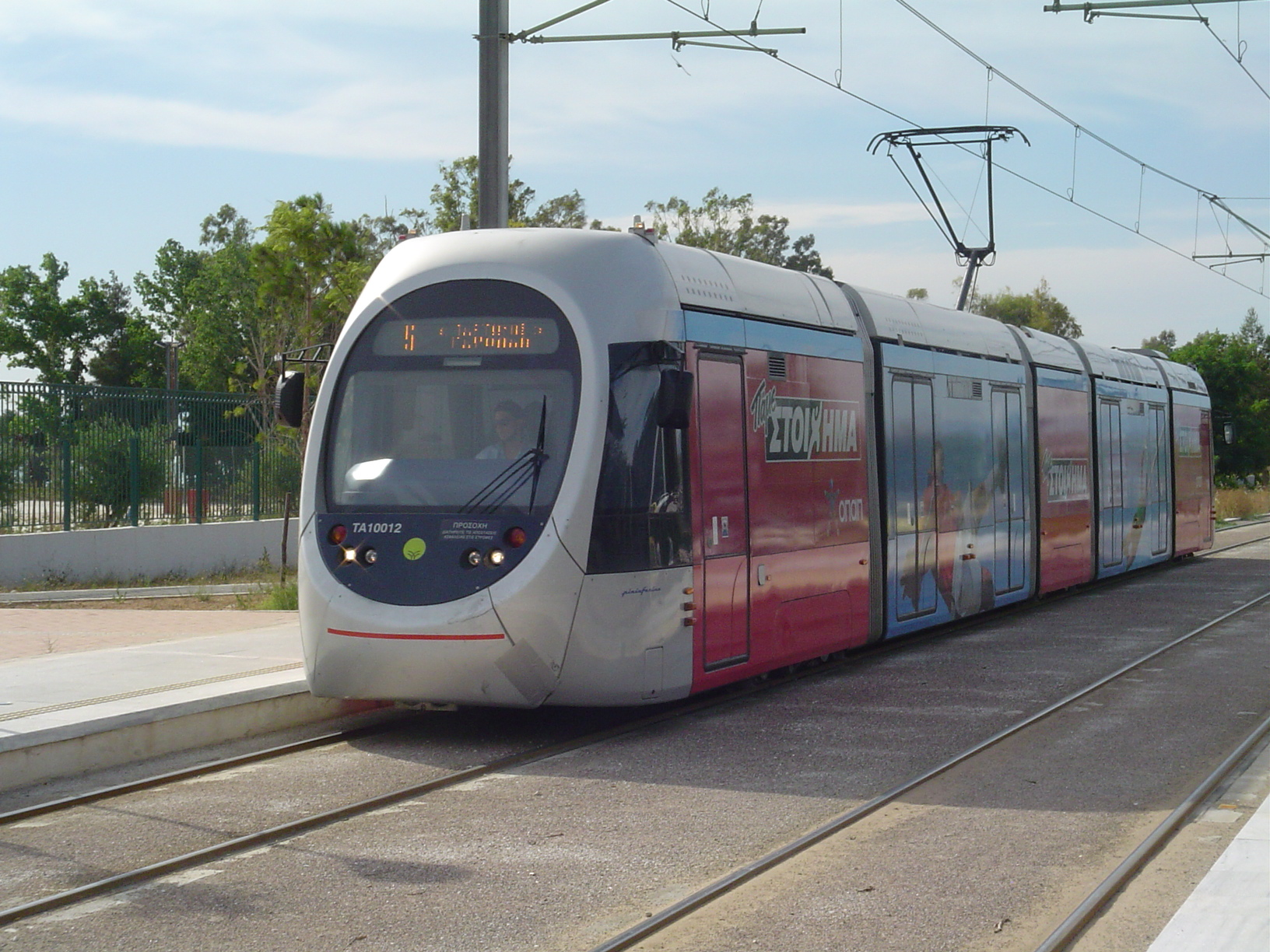
Сіріо в Афінах.

Афінський трамвай обслуговується парком з 35 двонапрямних вагонів Сіріо з дизайном від Пінінфаріни.

### Туреччина

#### Самсун

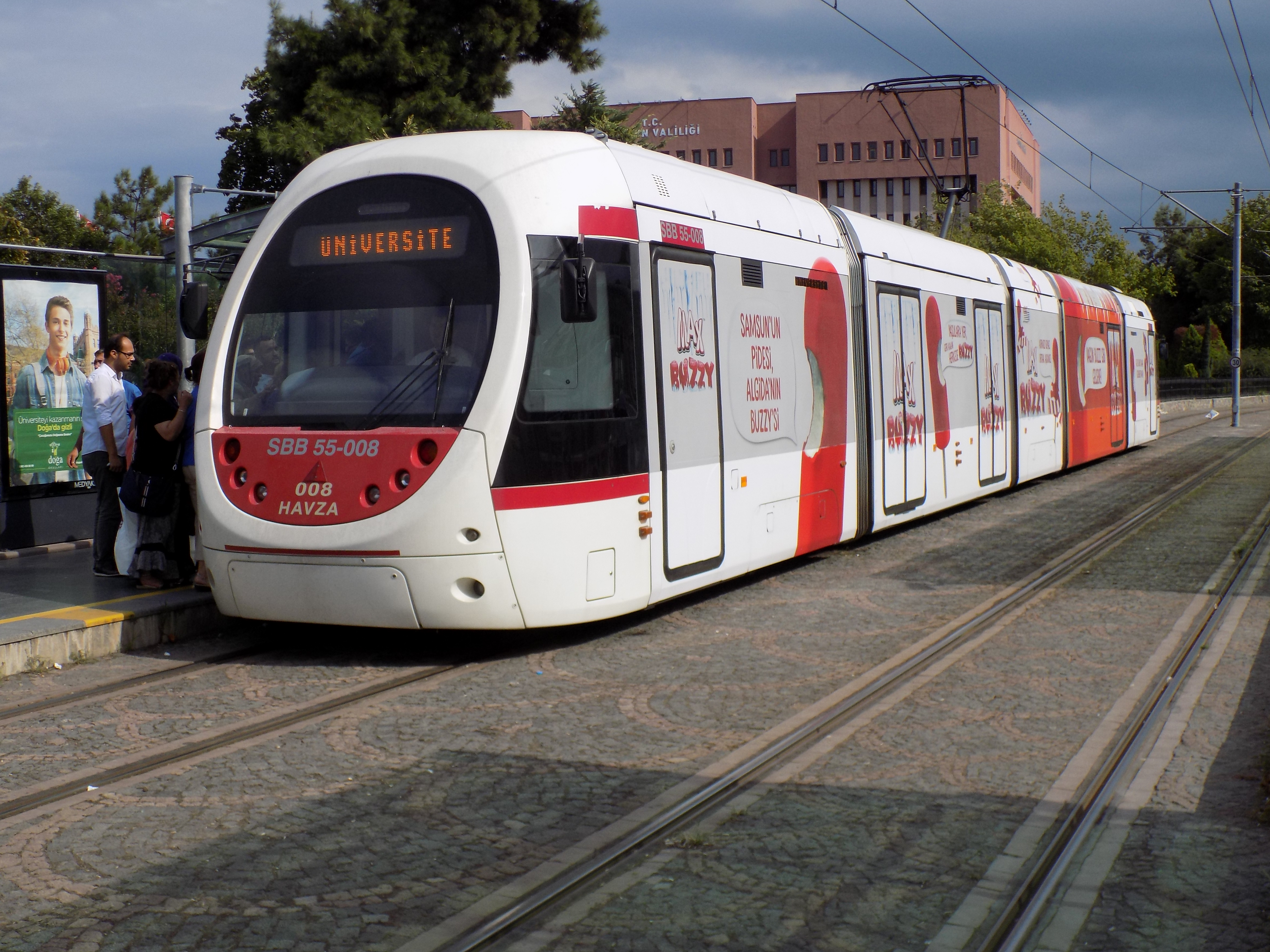
АнсалдоБреда Сіріо в Самсуні

Самсунський трамвай має парк з 16 трамваїв.

#### Кайсері
Місто використовує 38 трамвайних вагонів

### Китай

#### Чжухай
Маршрут 1 Чжухайського трамваю, відкритий у листопаді 2014 року, використовує трамваї, побудовані компанією CRRC Далянь.

#### Пекін

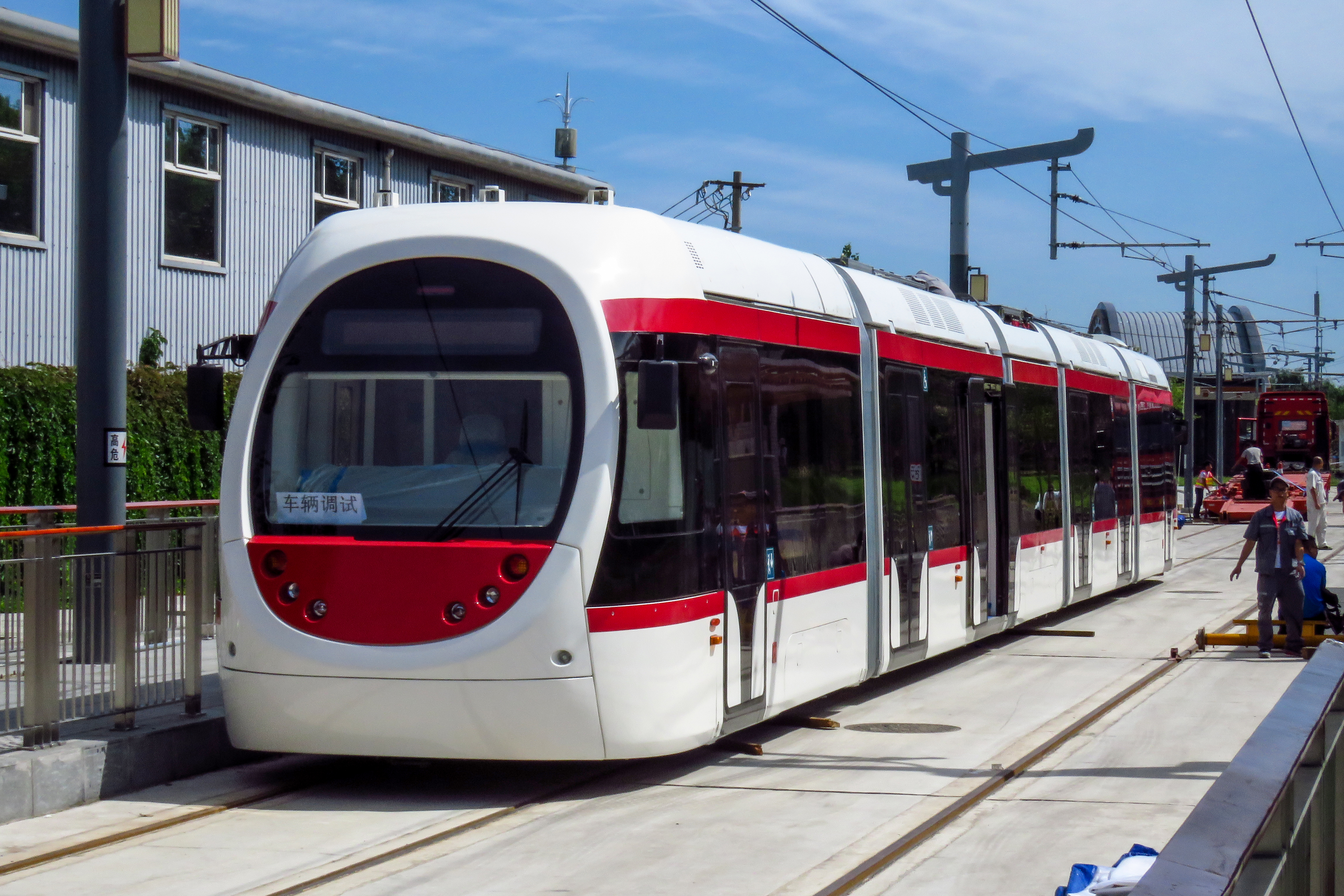
Трамвай Сіріо, побудований в CRRC Далянь на зупинці Чжапен, маршрут Сідзяо, Пекін

Лінія Сідзяо, трамваї, побудовані компанією CRRC Далянь.

## зовнішні посилання
- Офіційна сторінка Ansaldobreda Sirio [Архівовано 6 травня 2006 у Wayback Machine.]
- Ansaldobreda Sirio тип 7100 картинок [Архівовано 4 серпня 2021 у Wayback Machine.]
- Ansaldobreda Sirio тип 7500 картинок [Архівовано 4 серпня 2021 у Wayback Machine.]
- Офіційний сайт проекту трамваю Флоренції [Архівовано 5 травня 2009 у Wayback Machine.]